# Udo Kamps
Udo Kamps (* 15. Juli 1959 in Wegberg) ist ein deutscher Hochschullehrer. Er ist Inhaber des Lehrstuhls für Statistik am Institut für Statistik und Wirtschaftsmathematik der RWTH Aachen.

## Leben
In den Jahren 1979 bis 1985 studierte Kamps Mathematik mit Nebenfach Wirtschaftswissenschaften (Operations Research) an der RWTH Aachen und war ab 1985 wissenschaftlicher Mitarbeiter am dortigen Institut für Statistik und Wirtschaftsmathematik. 1987 erfolgte die Promotion, und 1993 nahm er eine Lehrstuhl-Vertretung an der Christian-Albrechts-Universität zu Kiel wahr. Die Habilitation erfolgte 1992. Nach einem Heisenberg-Stipendium im Fachbereich Statistik der Universität Dortmund wurde er im April 1997 Universitätsprofessor für Mathematik mit dem Schwerpunkt Mathematisierung der Wirtschaftswissenschaften an der Carl von Ossietzky Universität Oldenburg. Von 1999 bis 2004 war er Inhaber des Lehrstuhls für Mathematik mit der Denomination Statistik und Wirtschaftsmathematik an der Universität Oldenburg.
Udo Kamps ist seit 2004 Inhaber des Lehrstuhls für Statistik am Institut für Statistik und Wirtschaftsmathematik der RWTH Aachen.

## Schriften
- A concept of generalized order statistics, Teubner, 1995, ISBN 3-519-02736-4.
- mit M. Burkschat und Erhard Cramer: Beschreibende Statistik : grundlegende Methoden, Springer, 2004, ISBN 3-540-03239-8.
- Prüfungsvorbereitung Wirtschaftsmathematik : Analysis, Oldenbourg, 2005, ISBN 3-486-57701-8.
- mit Erhard Cramer: Statistik griffbereit: Eine Formelsammlung zur Wahrscheinlichkeitsrechnung und Statistik, 5. Auflage ISW, Aachen 2013.
- Steland; Cramer; Kamps: Grundlagen der Wahrscheinlichkeitsrechnung und Statistik. Springer-Verlag, Berlin 2007.
- Wirtschaftsmathematik, 3. überarb. und erw. Aufl., Oldenbourg, 2009, ISBN 978-3-486-59130-9.